# The King of Pigs
The King of Pigs (en hangul, 돼지의 왕; romanización revisada, Dwaejiui Wang), es una serie de televisión surcoreana transmitida del 18 de marzo de 2022 hasta el 22 de abril de 2022 a través de TVING.
La serie es una adaptación de la película animada de 2011 "The King of Pigs" (돼지의 왕) de Yeon Sang-ho (연상호).

## Sinopsis
La serie examina el acoso dentro de las jerarquías sociales de Corea, así como la violencia escolar. Y cómo las personas comienzan a recordar sus experiencias como víctimas de la violencia, cuando inician una serie de misteriosos asesinatos en serie cuando reciben un mensaje de un amigo de hace 20 años.
Hwang Kyung-min quedó traumatizado por la violencia escolar que sufrió hace 20 años, por lo que oculta esos sentimientos. Parece ser una persona feliz que disfruta de la vida con su esposa, sin embargo un caso inesperado hace que reaparezcan sus emociones ocultas.
Mientras tanto, el detective Jung Jong-suk recibe un misterioso mensaje de Kyung-min, lo  que lo lleva a recordar la violencia escolar que tuvo lugar tiempo atrás. Persiguiendo el misterioso mensaje, intenta detener más asesinatos con la ayuda de la detective Kang Ji-ah, una oficial con carisma y entusiasmada con su trabajo.

## Reparto

### Personajes principales
- Kim Dong-wook como Hwang Kyung-min, un hombre quien vive con el trauma de la violencia escolar que experimentó hace 20 años, su vida feliz cambia cuando un evento inesperado hace que su trauma resurja.[7][8]
  - Lee Chan-yoo como Kyung-min, de adolescente fue estudiante de Sin Seok Middle School.
- Kim Sung-kyu como Jung Jong-suk, un detective quien rastrea el misterioso mensaje enviado por su amigo hace 20 años, hecho que le hace recordar la violencia escolar que experimentó años atrás.[9]
  - Sim Hyun-seo como Jong-suk, de adolescente fue adolescente de Sin Seok Middle School.
- Chae Jung-an como Kang Jin-ah, una carismática y tenaz detective de principios que no se detendrá ante nada para resolver un caso.[10]

### Personajes secundarios

#### Miembros de la Policía
- Jung Eui-jae como Jin Hae-soo, el detective más joven del poderoso equipo que investiga un misterioso caso de asesinato en serie.[11][12]
- Lee Tae-geom como Seo Dong-jin, el capitán y líder del equipo de Jung Jong-suk.[13]
- Ahn Doo-ho como Nam Deok-woo, un detective y miembro del equipo 1 de la Unidad de Delitos Violentos.
- Ji Chan como Cho Pil-doo, un detective y colega de Jung Jong-suk. Forma parte del equipo 1 de la Unidad de Delitos Violentos.
- Park Jin como Doo Man-jae, un detective de policía que ayuda a Jung Jong-suk a descubrir el caso. Forma parte del equipo 1 de la Unidad de Delitos Violentos.
- Kim Hyun-jun como Kim Jae-ho, el jefe de la estación de policía de Seodong.
- Seo Jae-kyu como Oh Do-shik, un detective de la estación de policía de Seodong.
- Kim Min-sik como Kim Min-seok, un detective de la estación de policía de Seodong.
- Bae Hyun-kyung como un detective (Ep. 7).

#### Estudiantes de Sin Seok Middle School
- Choi Hyun-jin como Kim Chul de adolescente fue estudiante de Sin Seok Middle School.
- Choi Kwang-je como Ahn Jung-hee, el dueño del centro de autos (Ep. 1-2).
  - Song Seung-hwan como Jung-hee (de adolescente).
- Kang Jung-woo como Lee Ki-won (Ep. 4, 6-8)
  - Kim Wan-kyu como Ki-won (de adolescente).
- Kim Min-seok como Choi Sung-kyu (Ep. 4, 6-7).
  - Jang Dae-woong como Sung-kyu de adolescente (Ep. 4, 6).
- Jo Wan-ki como Kim Jong-bin (Ep. 8).
  - Kim Hyun-bin como Jong-bin de adolescente (Ep. 6).
- Bae Yoo-ram como Park Chan-young (Ep. 7-8).[14]
  - Kang Jee-seok como Chan-young (de adolescente).
- Jang Ho-joon como un estudiante de 3er. año (Ep. 7-8).
- Eun Ye-jun como Park Jae-woo, de adolescente fue estudiante de Sin Seok Middle School.

#### Familiares
- Han Soo-yeon como Park Min-joo, la esposa de Hwang Kyung-mi (Ep. 1).
- Lee Ji-ha como la madre de Hwang Kyung-mi (Ep. 1).
- Ryu Seung-hyun como el padre de Hwang Kyung-mi (Ep. 2).
- Kang Hyun-joong como el padre de Jung Jong-suk.
- Kim Young-sun como la madre de Jung Jong-suk.

### Otros personajes
- Hwang Man-ik como Park Sung-jin, el director de Sin Seok Transportation.
- Yang So-min como Kim Hyun-jung, una psiquiatra y la amiga de Park Min-joo (Ep. 1, 7).
- Go Eun-yi como la esposa de Ahn Jung-hee (Ep. 2).
- Kim Won-jung como Han Byung-tae, un empleado de Sin Seok Transportation (Ep. 4).
- Gil Ha-ra como una anfitriona (Ep. 4).
- Choi Young-in como la tutora del paciente (Ep. 4).
- Uhm Tae-ok como el dueño de la papelería (Ep. 5).
- Han Dong-hwan como el padre de Kang Min (Ep. 5, 7).
- Bae Hyun Kyung como un detective (Ep. 7)
- Kim Pu-reum como Lee Ji-hyun (Ep. 7-8).
- Kang Hak-soo como el señor Park, un CEO (Ep. 7-8).
- Woo Mi-hwa como la madre de Kim Chul (Ep. 8, 10)
- Bae Gi-beom como el doctor Hong, un experto en análisis de escritura (Ep. 8-10).
- Choi Hwa-young como un cliente del carrito de comida (Ep. 8).
- Kim Mi-ran como una médica forense de NFS.

### Apariciones especiales
- Lee Geung-young como Choi Seok-ki, el director de la escuela Shin Seok High School (Ep. 3-4).
- Oh Min-suk como Kang Min, un cirujano y profesor asociado del Hospital Universitario que siempre ha formado parte de la élite durante toda su vida. Tiene un fuerte deseo de ganar y se enorgullece y valora su reputación en la medida en que es obsesivo (Ep. 4-6).[15]
  - Moon Seong-hyun como Kang Min, de adolescente fue estudiante de Sin Seok Middle School.[16]

## Episodios
La serie fue estrenada a través de TVING el 18 de marzo de 2022.

## Producción
El drama está basado en la película animada "The King of Pigs" (estrenada en 2011) del director Yun Sang-ho.
La dirección está a cargo de Kim Dae-jin y el guion por Tak Jae-young (탁재영).
El 16 de marzo de 2022, una fuente de TVING anunció que las actividades promocionales de la serie habían sido canceladas, después de que el actor Kim Sung-kyu diera positivo para COVID-19, esto como medida de prevención. Por otro lado, KeyEast Entertainment, la agencia de los actores Kim Dong-wook y Chae Jung-an, quienes habían asistido a la conferencia de prensa con Sung-kyu, confirmaron que ambos habían dado negativo a la prueba de COVID-19.